# پژو تیپ ۷۱
پژو تیپ ۷۱ یک مدل خودرو است که توسط شرکت فرانسوی پژو در سال ۱۹۰۵ تولید شد. حداکثر قدرت این مدل ۱۲ اسب بخار و حجم موتور آن ۲۱۵۵ سانتی‌متر مکعب بود. تیپ ۷۱ در دو نوع ۷۱ ای و ۷۱ بی با فاصله بین دو محور ۲۶۷ و ۱۳۲ سانتی‌متر تولید می‌شد. این مدل جای چهار نفر دارد.